# Безмолитвенный, Михаил Александрович

Казаки станицы Каменской, в центре с перначем — М. А. Безмолитвенный

Михаил Александрович Безмолитвенный (1879—1973) — русский военный, генерал-майор.

## Биография
Родился 19 июля 1879 года. Казак станицы Каменской Донецкого округа области Войска Донского (ныне г. Каменск-Шахтинский Ростовской области).
Первоначально учился в Донецком (Каменском) окружном училище. Затем окончил Новочеркасское казачье юнкерское училище (1899) и был выпущен подхорунжим в 11-й Донской казачий полк. Произведён 19 августа 1900 года в хорунжие, 15 апреля 1905 — в сотники, 30 июля 1909 — в подъесаулы.
Участник Первой мировой войны — воевал в составе 53-го Донского полка. C 23 января 1916 года — есаул, с 1 апреля 1917 года — войсковой старшина.
Участник Гражданской войны в России на стороне Белого движения. В Донской армии — с марта 1918 года. Командир 11-й Донской дивизии в январе-мае 1919 года. Командир 3-й Донской казачьей дивизии с июня 1919 года по март 1920 года. Полковник (1918). Генерал-майор (1919). Затем находился в резерве Донского корпуса генерала Абрамова в Русской армии барона Врангеля (с апреля по ноябрь 1920 года).
Эвакуирован из Крыма в ноябре 1920 года на корабле «Великий князь Александр Михайлович» в Константинополь (Турция. В 1921 году уехал на остров Лемнос, затем в этом же году в Болгарию, затем Францию. В 1933—1939 годах состоял церковным старостой в городе Нант.
Умер 31 июля (по другим данным 31 мая) 1973 года в доме престарелых в Кормей-ан-Паризи под Парижем, где и был похоронен.
Жена — Валентина (1889—1952), похоронена рядом с мужем.

## Награды
- Награждён орденом Св. Георгия 4-й степени (25 мая 1917) — «за то, что, будучи в чине есаула, в бою 1 июня 1916 года у деревни ВОРОНУВ, находясь под действительным и сильным огнём противника, бросился во главе сотни в контратаку на пехоту — около двух рот, залегших в окопах, усиленных проволочными заграждениями, преодолев последние. Ворвался с сотней в окопы, часть защитников зарубил, а 2-х офицеров и 82 солдат с пулеметом захватил в плен».
- Также награждён орденами Св. Анны 3-й степени с мечами и бантом (4 июля 1916), Св. Станислава 2-й степени с мечами (27 июля 1916), Св. Владимира 4-й степени с мечами и бантом (5 октября 1916).